# Jorelyn Carabalí
Jorelyn Daniela Carabalí Martínez (Jamundí, 18 maggio 1997) è una calciatrice colombiana, difensore del Brighton & Hove e della nazionale colombiana.

## Carriera

### Club
Dopo aver giocato nella sua nazione d'origine (la Colombia) per l'Atlético Huila e il Deportivo Cali, nel gennaio del 2023 Carabalí si trasferisce all'Atlético Mineiro, nella massima serie brasiliana.
Il 13 settembre dello stesso anno, passa a titolo definitivo al Brighton & Hove, squadra della Women's Super League. Nell'occasione, diventa la prima calciatrice colombiana a giocare nella massima serie inglese; inoltre, la sua cessione è stata la prima nella storia dell'Atlético Mineiro a richiedere ufficialmente un compenso economico.

### Nazionale
Carabalí viene selezionata nella nazionale maggiore dal commissario tecnico Nelson Abadía all'inizio del 2021, inserita in rosa in occasione della doppia amichevole del 19 e 23 gennaio con gli Stati Uniti, debuttando da titolare nel primo dei due incontri e scendendo in campo anche il successivo, entrambi persi rispettivamente per 4-0 e 6-0.
Abadía le rinnova la fiducia convocandola sia per una serie di amichevoli che in occasione della Copa América Femenina 2022, per quell'edizione disputata in patria, dove la impiega in tutti i sei incontri giocati dalla sua nazionale sino alla finale persa per 1-0 con il Brasile ma che comunque assicura alla Colombia l'accesso a uno dei tre posti assegnati al CONMEBOL per il Mondiale di Australia e Nuova Zelanda 2023.
Ormai consolidata nel ruolo di difensore centrale, nel 2023 Carabalí disputa le due amichevoli del 15 e 22 febbraio, entrambe pareggiate per 1-1 rispettivamente con Costa Rica e Messico, poi nel tour europeo di preparazione al Mondiale di Australia e Nuova Zelanda 2023 nell'aprile di quell'anno, nuovamente titolare nella sconfitta per 5-2 con la Francia e a disposizione 4 giorni più tardi con l'Italia.
Nel luglio del 2023, è stata inclusa dal CT Nelson Abadía nella rosa colombiana partecipante ai Mondiali di calcio in Australia e Nuova Zelanda, in cui le Cafeteras sono arrivate fino ai quarti di finale, prima di essere eliminate dall'Inghilterra.

## Palmarès

### Club
- Campionato colombiano femminile: 2

Atlético Huila: 2018
Deportivo Cali: 2021